# Sense and Sensibility (film)

Jurk van Emma Thompson in Sense and Sensibility

Sense and Sensibility is een Britse dramafilm uit 1995, geregisseerd door Ang Lee. Het scenario is geschreven door Emma Thompson, gebaseerd op de gelijknamige roman uit 1811 van Jane Austen. Hoofdrollen worden vertolkt door Emma Thompson, Alan Rickman en Kate Winslet.

## Verhaal
Na de dood van meneer Dashwood ontdekken zijn vrouw en drie dochters – Elinor, Marianne en Margaret – dat hun erfenis slechts 500 pond sterling per jaar zal bedragen. Het landhuis van de familie gaat namelijk naar Dashwoods zoon uit een vorig huwelijk, John. John is getrouwd met een hebzuchtige, arrogante en geniepige vrouw genaamd Fanny. Ze vestigen zich onmiddellijk in het huis en laten ook Fanny's broer, Edward Ferrars, bij hen logeren. Elinor en Edward groeien al snel naar elkaar toe, maar Fanny wil koste wat het kost voorkomen dat Edward Elinor ten huwelijk vraagt.
Sir John Middleton, een neef van mevrouw Dashwood, biedt haar en haar dochters een klein huis aan op zijn landgoed in Devonshire zodat ze tenminste een dak boven hun hoofd hebben. Mevrouw Dashwood accepteert dit aanbod. Na hun intrek in het huis leert Marianne de al wat oudere kolonel Brandon kennen, die op slag verliefd op haar wordt. Hij krijgt echter concurrentie van de energieke John Willoughby. Na een slippertje met de dochter van Brandons vroegere geliefde, die daardoor zwanger raakte, wordt Willoughby onterfd door zijn tante, Lady Allen. Willoughby moet het huis van zijn tante verlaten en laat Marianne vol vragen achter.
Sir Johns schoonmoeder, Mrs. Jennings, nodigt haar dochter en schoonzoon uit voor een diner. Ze nemen ook een vrouw genaamd Lucy Steele mee. Lucy vertelt Elinor dat zij en Edward al vijf jaar in het geheim verloofd zijn, waardoor Elinor's hoop op een relatie met Edward vervliegt. Om iedereen op te vrolijken neemt Mrs. Jennings Lucy, Elinor en Marianne mee naar Londen. Tijdens een bal ontmoeten ze Willoughby, die zich inmiddels blijkt te hebben verloofd met de zeer rijke Miss Grey. Wanneer de verloving tussen Lucy en Edward aan het licht komt, eist zijn moeder dat hij de relatie met haar verbreekt. Wanneer hij weigert, neemt ze hem zijn fortuin af en schenkt het aan zijn jongere broer Robert.
Bij hun terugkeer uit Londen brengen Elinor en Marianne de nacht door in de woning van de dochter en schoonzoon van Mrs. Jennings. Dit huis ligt op enkele kilometers afstand van het landgoed van Willoughby. Marianne gaat in de stromende regen op zoek naar Willoughby en wordt hierdoor zwaar ziek. Kolonel Brandon vindt haar net op tijd en brengt haar naar het huis waar ze ternauwernood aan de dood ontsnapt. Nadat ze is genezen, keren de zussen huiswaarts.
Thuis neemt het leven weer zijn loop. Ze horen dat Lucy is getrouwd met Mr. Ferrars. Als Edward hen vervolgens bezoekt blijkt tot hun verrassing dat Lucy niet voor hem heeft gekozen maar voor Robert Ferrars. Hierdoor staat niets Edward in de weg om Elinor ten huwelijk te vragen. Marianne trouwt op haar beurt met kolonel Brandon.

## Rolverdeling
| Acteur            | Personage                 |
| ----------------- | ------------------------- |
| Emma Thompson     | Elinor Dashwood           |
| Alan Rickman      | Col. Christopher Brandon  |
| Kate Winslet      | Marianne Dashwood         |
| Hugh Grant        | Edward Ferrars            |
| Greg Wise         | John Willoughby           |
| Gemma Jones       | Mrs. Dashwood             |
| Robert Hardy      | Sir John Middleton        |
| James Fleet       | John Dashwood             |
| Harriet Walter    | Fanny Ferrars Dashwood    |
| Imelda Staunton   | Charlotte Jennings Palmer |
| Imogen Stubbs     | Lucy Steele               |
| Hugh Laurie       | Mr. Palmer                |
| Emilie François   | Margaret Dashwood         |
| Elizabeth Spriggs | Mrs. Jennings             |
| Richard Lumsden   | Robert Ferrars            |
| Lone Vidahl       | Miss Grey                 |
| Tom Wilkinson     | Mr. Dashwood              |

## Achtergrond

### Productie
Emma Thompson had vier jaar nodig om het scenario voor de film te schrijven. Het scenario onderging namelijk een hoop aanpassingen tijdens de voorproductie. De eerste versie bestond uit 350 met de hand geschreven pagina’s. In een aflevering van de quiz QI gaf Emma Thompson toe dat ze door haar slechte computer een volledige versie van het scenario was kwijtgeraakt. Het kostte haar collega Stephen Fry zeven uur om de vermiste file terug te krijgen.
Thompson had gehoopt dat producer Lindsay Doran haar zussen Natasha en Joely Richardson zou vragen voor de rollen van Elinor en Marianne, maar ze kreeg zelf de rol van Elinor aangeboden. Aanvankelijk protesteerde Thompson omdat ze zichzelf te oud vond om een 19-jarige vrouw te spelen. Daarom werd het personage Elinor in het scenario verouderd naar 27 jaar.
Sense and Sensibility werd gefilmd rond Devon, waaronder Saltram House, de dorpskerk in Berry Pomeroy, Compton Castle, en de straten van Barbican. Ook in Londen werden opnames gemaakt in onder andere Somerset House en het National Maritime Museum in Greenwich.

### Ontvangst
Op Rotten Tomatoes gaven 48 van de 49 recensenten de film een positieve beoordeling, wat neerkomt op 98%. De film kreeg goede beoordelingen van onder andere Roger Ebert van de Chicago Sun-Times, Janet Maslin van de New York Times, en Mick LaSalle van de San Francisco Chronicle.
De film bracht wereldwijd 134.993.774 dollar op.

### Notities
- Zes acteurs uit de film kregen later rollen in Harry Potter-films: Alan Rickman, Emma Thompson, Robert Hardy, Imelda Staunton, Gemma Jones en Elizabeth Spriggs.
- Tijdens de opnames klaagde de Jane Austen Society bij co-producer James Schamus dat Hugh Grant te knap zou zijn voor de rol van Edward Ferrars.
- Regisseur Ang Lee had Jane Austens roman nog niet gelezen toen hij het scenario in handen kreeg.
- De film maakte Kate Winslet bekend bij een Amerikaans publiek.

## Prijzen en nominaties
Sense and Sensibility won in totaal 28 prijzen, en werd voor nog eens 28 andere prijzen genomineerd.
In 1996 werd de film genomineerd voor zeven Academy Awards, en won er een:
- Beste scenario – gewonnen
- Beste actrice (Emma Thompson)
- Beste vrouwelijke bijrol (Kate Winslet)
- Beste cinematografie (Michael Coulter)
- Beste kostuums (Jenny Beavan, John Bright)
- Beste muziek (Patrick Doyle)
- Beste film

De andere gewonnen prijzen zijn:
- BAFTA Film Awards voor beste film, beste actrice en beste vrouwelijke bijrol
- De Gouden Beer op het Internationaal Filmfestival van Berlijn
- BSFC Awards voor beste film, beste regisseur en beste scenario
- 2 Critics Choice Awards
- 4 Chlotrudis Awards
- 2 Evening Standard British Film Awards
- De prijs voor beste buitenlandse film bij de German Film Awards
- Twee Golden Globes
- De Guild Film Award – Silver
- De ALFS Award voor Britse scenarioschrijver van het jaar
- De LAFCA Award voor beste scenario
- 3 NBR Awards
- 2 NYFCC Awards
- De Screen Actors Guild Award voor beste vrouwelijke bijrol
- De USC Scripter Award
- De WGA Award voor beste scenario
- De Writers' Guild of Great Britain Award voor Film – Scenario